# Monofluorure de brome
Le monofluorure de brome est un interhalogène instable de formule chimique BrF. Il peut être obtenu en faisant réagir du trifluorure de brome BrF3 ou du pentafluorure de brome BrF5 avec du brome Br2. En raison de son instabilité chimique, ce produit peut être détecté, mais pas isolé.
BrF3 + Br2 → 3 BrF
BrF5 + 2 Br2 → 5 BrF
Br2 (l) + F2 (g) → 2 BrF(g)
Le monofluorure de brome se décompose à température ambiante par dismutation en brome Br2, trifluorure de brome BrF3, pentafluorure de brome BrF5.